# Demonax strangaliomimus
Demonax strangaliomimus är en skalbaggsart som beskrevs av Heller 1926. Demonax strangaliomimus ingår i släktet Demonax och familjen långhorningar.
Artens utbredningsområde är Filippinerna. Inga underarter finns listade i Catalogue of Life.